# Castel del Rio
Pour les articles homonymes, voir Del Rio.
Castel del Rio est une commune italienne d'environ 1 300 habitants située dans la ville métropolitaine de Bologne, dans la région Émilie-Romagne, dans le Nord de l'Italie.

## Administration
| Période                                  | Période     | Identité            | Étiquette     | Qualité |
| ---------------------------------------- | ----------- | ------------------- | ------------- | ------- |
| 12 juin 1985                             | 30 mai 1990 | Luciano Conti       | PCI           |         |
| 26 février 1991                          | 1999        | Massimo Marchignoli | PDS           |         |
| 1999                                     | 6 juin 2009 | Salvatore Cavini    | L'Olivier     |         |
| 7 juin 2009                              | 15 mai 2011 | Giovanni Bernabei   | PD            |         |
| 16 mai 2011                              | En cours    | Alberto Baldazzi    | Liste civique |         |
| Les données manquantes sont à compléter. |             |                     |               |         |

### Communes limitrophes
Casalfiumanese, Casola Valsenio, Firenzuola, Fontanelice, Monterenzio, Palazzuolo sul Senio